# Дон Кихот и Санчо Панса
Дон Кихот и Санчо Панса је југословенски филм из 1971. године. Режирао га је Здравко Шотра, а сценарио је написао Михаил Булгаков по роману „Дон Кихот“ Мигел де Сервантеса

## Улоге
| Глумац              | Улога                |
| ------------------- | -------------------- |
| Владимир Поповић    | Дон Кихот            |
| Предраг Лаковић     | Санчо Панса          |
| Тамара Милетић      | Антонија / Принцеза  |
| Љубица Секулић      |                      |
| Весна Илић          |                      |
| Љубиша Бачић        | Николас ... берберин |
| Душан Почек         | Свештеник            |
| Риста Ђорђевић      |                      |
| Предраг Ејдус       |                      |
| Никола Јовановић    |                      |
| Тома Курузовић      |                      |
| Миодраг Милованов   |                      |
| Марко Николић       |                      |
| Неда Огњановић      |                      |
| Ирена Просен        |                      |
| Радомир Шобота      |                      |
| Олга Станисављевић  |                      |
| Боривоје Стојановић |                      |